# Deli (značka)
Deli je značka cukrovinářských výrobků a název továrny v Lovosicích (oficiálně od roku 1938), dnes v majetku nadnárodní firmy Mondelēz International. Značku proslavila tyčinka Deli, kterou ovšem na trh uvedly Pražské čokoládovny, dnes ve vlastnictví firmy Nestlé.

## Historie továrny
V roce 1806 vznikla v Chřibské První c. k. rakouská továrna na kávové surogáty majitele Augusta Tschinkela, zaměřená na výrobu cikorky, kterou ovšem již o dva roky dříve začala v Čechách vyrábět továrna Viléma Guntera z Hildesheimu v Mochtíně u Klatov. Suroviny pro výrobu náhradní kávoviny získával August Tschinkel z Lovosic, kde jeho syn v roce 1856 založil novou továrnu s výrobou rozšířenou o cukrovinky. Mezi ochrannými značkami pro své výrobky byla v roce 1906 zaregistrována i značka Deli, pod níž továrna vyráběla různé produkty a od roku 1926 se stala hlavní prodejní značkou továrny. Výrobky se vyvážely do Francie, Anglie, Belgie, Itálie, do Egypta, do Severní i Jižní Ameriky a Austrálie. V roce 1938 se firma přejmenovala na „Deli“ Schokoladewerke KG a vyráběly se zde i cukrovinky pro německou armádu. Po válce byl majetek německé firmy zkonfiskován a byl založen národní podnik DELI Lovosice s přidruženými závody Luka Slaný a Mars Ústí nad Labem. Jedním z prvních výrobků byly sušenky BeBe (snad zkratka pro butter biscuits – máslové sušenky). Po roce 1992 se Deli Lovosice dostala do vlastnictví konsorcia firem Danone a Nestlé, v roce 1999 výhradně do vlastnictví Danone (spolu se závody Opavia v Opavě a Kolonáda v Mariánských Lázních), přejmenované v roce 2001 na Opavia-LU. Všechny tyto závody koupila v roce 2007 společnost Kraft Foods, která se v roce 2012 přejmenovala na Mondelēz International.

## Tyčinka DELI

Pistáciová tyčinka DELI

V roce 1980 uvedly Pražské čokoládovny (Orion) na československý trh sladkou tyčinku Deli s příchutěmi: s oříšky (nugátovou), čokoládovou, rozinkovou a pistáciovou. Jejich hmotnost byla 40 g. V roce 1992 se majitelem značky Orion stalo konsorcium firem Danone a Nestlé. Tyčinku několikrát vrátilo na trh, včetně nových příchutí. Po roce 1999 se po rozdělení konsorcia stal jediným majitelem švýcarský koncern Nestlé a výroba se přenesla do bývalé továrny Zora v Olomouci. Nyní se zde vyrobí cca 1000 t tyčinek Deli ročně. Hmotnost tyčinek je 35 g.